# Youngblood (album van 5 Seconds of Summer)
Youngblood is het derde album van de Australische poprockband 5 Seconds of Summer. Het album verscheen op 15 juni 2018. De band ging ook op tournee, met hun "Meet You There Tour". Deze tournee startte op 18 april 2018 in Nashville, Tennessee.
Twee nummers werden al eerder vrijgegeven: "Want You Back" op 22 februari 2018 en "Youngblood" op 12 april 2018.

## Lijst met nummers
Van het album bestaan meerdere versies, zoals de standaardeditie (tot en met lied nr. 13: "Ghost of You") en de luxe-editie (tot en met lied nr. 16: "Babylon"). Ook is er bij Target in de Verenigde Staten een album waar nummer 17 en 18 op staan. De speelduur van de luxe-editie is 50 minuten en 13 seconden.
| Nr. | Titel                                                 | Schrijver(s) | Producer(s)                                            | Lengte |
| --- | ----------------------------------------------------- | --- | ------------------------------------------------------ | ------ |
| 1.  | Youngblood                                            | Ashton Irwin - Calum Hood - Luke Hemmings - Watt - Louis Bell - Ali Tamposi                                                  | Watt - Bell                                            | 3:23   |
| 2.  | Want You Back                                         | Ashton Irwin - Calum Hood - Luke Hemmings - Jacob Kasher - Steve Mac - FRND - Asia Whiteacre                                 | Andrew Wells - FRND                                    | 2:53   |
| 3.  | Lie To Me                                             | =Calum Hood - Luke Hemmings - Ashton Irwin - Ali Tamosi - Watt                                                               | Watt                                                   | 2:30   |
| 4.  | Valentine                                             | =Luke Hemmings - Ashton Irwin - Calum Hood - Justin Tranter - Mike Elizondo                                                  | Mike Elizondo                                          | 3:17   |
| 5.  | Talk Fast                                             | Rami - Ashton Irwin - Justin Tranter - Carl Falk - Calum Hood - Michael Clifford - Luke Hemmings                             |                                                        | 3:07   |
| 6.  | Moving Along                                          | Rami - Justin Tranter - Carl Falk - Calum Hood - Michael Clifford - Luke Hemmings                                            | Rami - Carl Falk                                       | 3:18   |
| 7.  | If Walls Could Talk                                   | Julia Michaels - Ashton Irwin - Justin Tranter - Calum Hood - Sir Nolan                                                      | Sir Nolan                                              | 3:02   |
| 8.  | Better Man                                            | Michael Clifford - Watt - Ali Tamposi - Stefan Johnson - Marcus Lomax - Luke Hemmings - Jordan Johnson                       | The Monsters & Strangerz - Watt                        | 3:10   |
| 9.  | More                                                  | BONN - Ashton Irwin - Rami - Albin Nedler - Carl Falk - Luke Hemmings - Wayne Hector                                         | BONN - Rami - Albin Nedler - Carl Falk                 | 3:14   |
| 10. | Why Won't You Love Me                                 | Luke Hemmings - Jacob Scott Sinclair - Rivers Cuomo - Ashton Irwin                                                           | Jacob Scott Sinclair                                   | 3:21   |
| 11. | Woke Up In Japan                                      | Janelle Dolrayne - Jacob Scott Sinclair - Nicholas Oliver Ruth - Ashton Irwin - Teddy Geigner - Luke Hemmings - Kevin Fisher | Jacob Scott Sinclair                                   | 2:37   |
| 12. | Empty Wallets                                         | Calum Hood - Carl Falk - Justin Tranter - Luke Hemmings - Michael Clifford - Rami - Ashton Irwin                             | Rami - Carl Falk                                       | 3:08   |
| 13. | Ghost of You                                          | Mitchel Collins - Luke Hemmings - Dan Book - FRND - Ashton Irwin                                                             | FRND                                                   | 3:17   |
| 14. | Monster Among Men                                     | Luke Hemmings - Michael Clifford - Carl Falk - Calum Hood - Ashton Irwin - Rami - Justin Tranter                             | 5 Seconds of Summer - Noah Passovoy - Rami - Carl Falk | 3:12   |
| 15. | Meet You There                                        | Ashton Irwin - Wayne Hector - Justin Tranter - Rami - Luke Hemmings - Carl Falk                                              | Carl Falk - Rami - Noah Passovoy                       | 3:11   |
| 16. | Babylon                                               | Calum Hood - Michael Clifford - Dan Book - FRND - Matthew Koma                                                               | Dan Book - FRND                                        | 3:33   |
| 17. | When You Walk Away (exclusief bij Target)             | REMI - Justin Tranter - Michael Clifford - Luke Hemmings - Ashton Irwin - Calum Hood - Carl Falk - Wayne Hector              | FRND                                                   |        |
| 18. | Best Friend (exclusief bij Target)                    | Ashton Irwin - Calum Hood - Mike Elizondo - Justin Tranter                                                                   | FRND                                                   |        |
|     | Midnight (exclusief bij Japanse editie van het album) | |                                                        |        |